# Opatów (gromada w powiecie kępińskim)
Opatów – dawna gromada, czyli najmniejsza jednostka podziału terytorialnego Polskiej Rzeczypospolitej Ludowej w latach 1954–1972.
Gromady, z gromadzkimi radami narodowymi (GRN) jako organami władzy najniższego stopnia na wsi, funkcjonowały od reformy reorganizującej administrację wiejską przeprowadzonej jesienią 1954 do momentu ich zniesienia z dniem 1 stycznia 1973, tym samym wypierając organizację gminną w latach 1954–1972.
Gromadę Opatów z siedzibą GRN w Opatowie utworzono – jako jedną z 8759 gromad na obszarze Polski – w powiecie kępińskim w woj. poznańskim, na mocy uchwały nr 23/54 WRN w Poznaniu z dnia 5 października 1954. W skład jednostki weszły obszary dotychczasowych gromad Biadaszki, Trzebień i Opatów ze zniesionej gminy Opatów oraz obszar dotychczasowej gromady Dobrygość ze zniesionej gminy Podzamcze w tymże powiecie. Dla gromady ustalono 19 członków gromadzkiej rady narodowej.
1 stycznia 1962 do gromady Opatów włączono obszar zniesionej gromady Siemianice (bez miejscowości Dwór-Raków, Marianka, Marianka Siemieńska i Trzychałupy oraz parceli karty mapy 1 obrębu Siemianice) w tymże powiecie.
Gromada przetrwała do końca 1972 roku, czyli do kolejnej reformy gminnej.